# Pasaporte luxemburgués

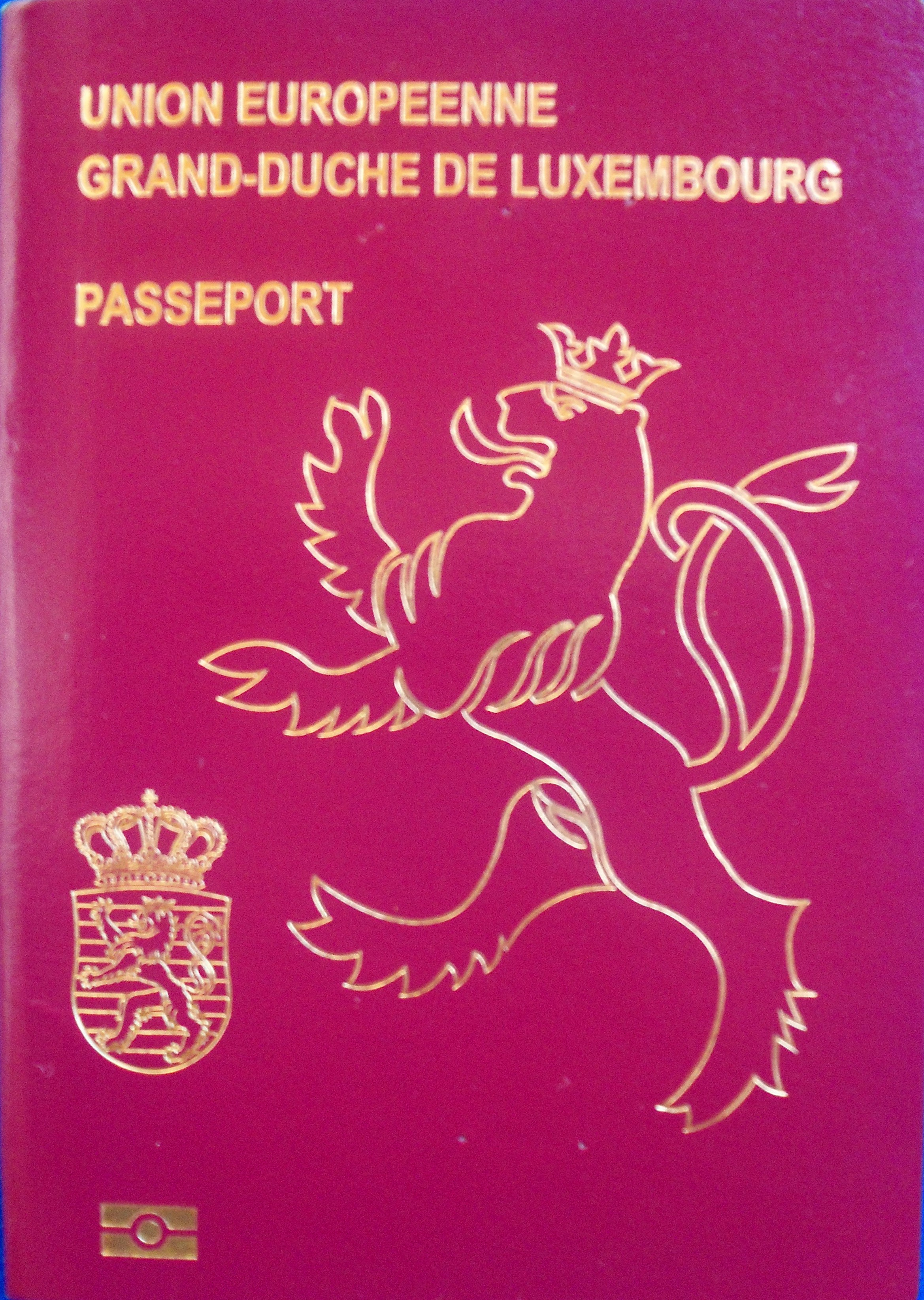
Pasaporte luxemburgués.

El pasaporte luxemburgués es el documento oficial, emitido por el Gran Ducado de Luxemburgo, que identifica al nacional luxemburgués ante las autoridades de otros países, permitiendo la anotación de entrada y salida a través de puertos, aeropuertos y vías de acceso internacionales. Permite también contener los visados de autorización de entrada. Los ciudadanos luxemburgueses pueden usar, además, sus documentos de identidad para ingresar a los países signatarios del Acuerdo de Schengen.

## Visados
En 2017, los luxemburgueses tenían acceso sin visa o con visa a la llegada a 173 estados y territorios, lo que sitúa al pasaporte luxemburgués en la cuarta posición del Índice de restricciones de Visa.

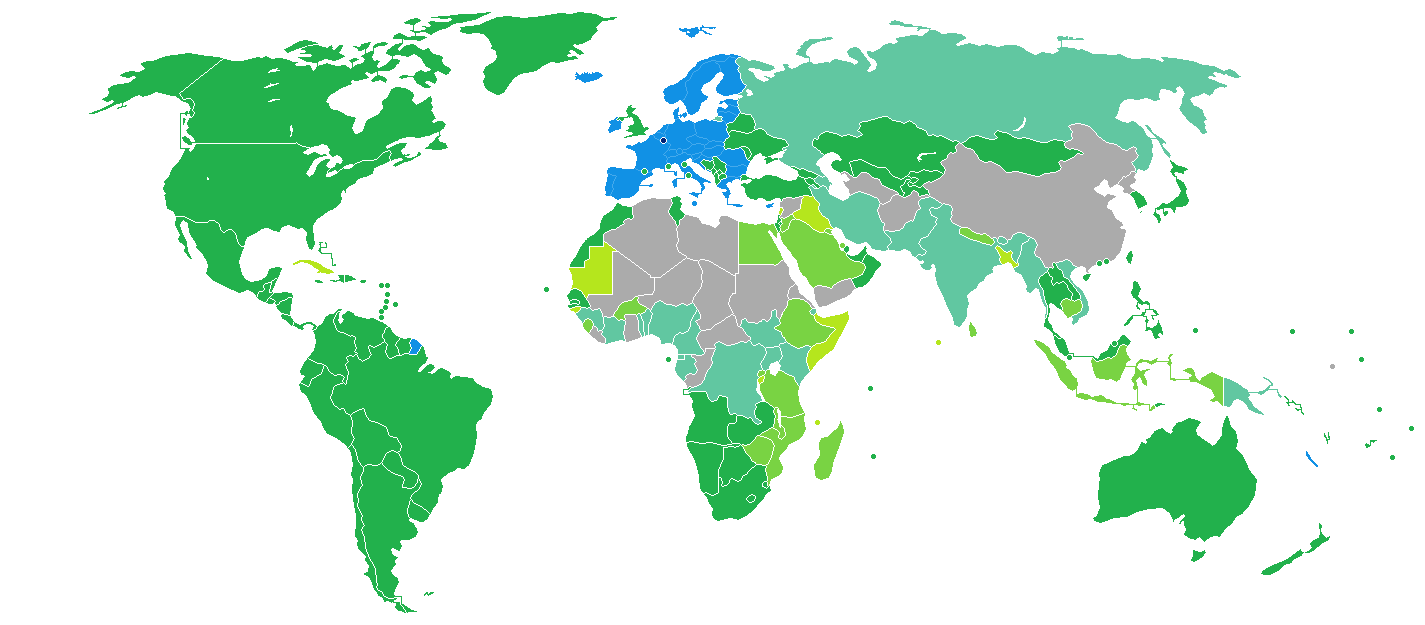
Luxemburgo
Libre movimiento
No requiere visa
Visa a la llegada
eVisa
Visa disponible tanto a la llegada como en línea
Se requiere visa antes de la llegada